# Menarca
Il menarca (μήναρχή in greco, μήν "mese" e αρχή "inizio") è il primo flusso mestruale della donna, che rappresenta l'inizio del periodo fertile.  

## Terminologia
Il termine "menarca" deriva dal greco ed è composto dai vocaboli mén, ménos "mese" e arché "inizio"; ciò sta a indicare il carattere ciclico che assumerà il flusso mestruale dopo il suddetto. La dea, nume tutelare del ciclo fisiologico e della fertilità nella mitologia romana era chiamata Mena.

## Descrizione e fisiologia
Il menarca è la comparsa della prima mestruazione che segna l'inizio dell'attività ovarica nella donna, antecedenti sono alcuni segnali come sviluppo di caratteri sessuali secondari. L'età media della sua comparsa è sui 10-11 anni, l'età di insorgenza può variare, in base a vari fattori tra cui stato nutrizionale, stress e genetica. Ad esempio sono stati registrati casi di ballerine in cui il menarca si è manifestato precocemente proprio a causa della magrezza e la limitata assunzione di calorie, in questi casi si può parlare di "pubertà precoce" (se avviene in anticipo) o "ritardo puberale" (in caso avvenga in ritardo, se non avvenisse entro i 18 anni questa condizione prende il nome di "amenorrea primaria"). Il menarca è la fase che dà inizio all'età della pubertà, segnando così l'ingresso nel periodo di fertilità femminile, intesa come capacità biologica di procreare, tale capacità, salvo patologie, terminerà con la menopausa. Il menarca è preceduto dalle fasi del telarca, dell'adrenarca e del pubarca.
Il menarca è un importante indicatore sullo stato di salute della donna durante l'età della crescita, oltre che indicare il buon funzionamento dell'apparato riproduttore.
A provocare lo sfaldamento dell'endometrio, quindi la fase mestruale del ciclo uterino, è la notevole quantità di androgeni liberati dall'ovaio a sua volta stimolato sempre per via ormonale dalla ghiandola ipofisi. Gli androgeni in genere provocano anche un forte scatto nella crescita in altezza.